# 髄膜

髄膜

髄膜（ずいまく、Meninges）は、脳および脊髄の保護のための膜の総称。外側から硬膜・クモ膜・軟膜という3層から成る。
脳および脊髄は、他の組織と異なり、膠原線維を組織内部にわずかしか持たないために、その外部には結合組織より成る特有の保護構造を持っている。

## 硬膜
硬膜は最外層にあり、多量の膠原線維を含む強靭な膜で、頭蓋・椎骨の骨膜を含む込む構造である。終脳では、左右半球に深く鎌状に入り込み、脳の移動を抑え「大脳鎌」と言われる部分を作る。頭部では硬膜は内外の二層からなりその間が部位により開いて「静脈洞」が作られ、脳から出る静脈血が流れる経路をつくる。静脈洞内部には、下層のクモ膜の一部が貫通してクモ膜顆粒という特殊なリンパ系路を作って、脳外の脳脊髄液を静脈に戻していると考えられている。

## クモ膜
第2層にはクモ膜と呼ばれる微細な多数の支持線維を内側に向けて持つ膜があり、この線維の間に多数の血管＋空間構造（クモ膜下腔）が作られている。これらの多数の動静脈は脳外髄液の吸収（分泌）に寄与していると考えられている。障害としては、クモ膜の血管が破れて、クモ膜下腔に急速に血液が貯留し、脳を圧迫し種々の神経障害を起こすクモ膜下出血が良く知られている。

## 軟膜
第3層には、疎性の結合組織が脳の凹凸に添って柔らかに接しており、これを軟膜と呼ぶ。

## 髄膜炎
髄膜炎は、上記の膜に、細菌性や癌性の炎症が波及することで発症する。細菌やウイルスによる炎症かどうかを診断する場合には、腰椎部のクモ膜下腔より脊髄液を採取する。　